# Ken Aston
Ken Aston (Colchester, 1 de septiembre de 1915 - Londres, 23 de octubre de 2001) fue un árbitro de fútbol inglés. Se hizo conocido junto con Rudolf Kreitlein por inventar las tarjetas amarillas y rojas en el fútbol. También introdujo las banderas amarillas de los árbitros asistentes y fue uno de los primeros en usar un uniforme de árbitro negro hasta el día de hoy.
Las tarjetas amarillas y rojas fueron inventadas por Aston durante la Copa Mundial de Fútbol de 1966, donde presidió el Comité de Árbitros de la FIFA. En los cuartos de final entre Inglaterra y Argentina, el argentino Antonio Rattín fue expulsado, pero no entendió la decisión del árbitro (o fingió no haber comprendido la decisión). Aston también se quejó de que los espectadores a menudo no percibían las advertencias o expulsiones.